# Kanton La Guiche
Der Kanton La Guiche war bis 2015 ein französischer Wahlkreis im Arrondissement Charolles, im Département Saône-et-Loire und in der Region Bourgogne. Sein Hauptort war La Guiche. Vertreter im Generalrat des Départements war zuletzt von 2008 bis 2015 Jean-François Lautissier (PS).
Der Kanton war 182,14 km² groß und hatte 3180 Einwohner (1999), was einer Bevölkerungsdichte von 17 Einwohnern pro km² entsprach. Er lag im Mittel 348 Meter über Normalnull, zwischen 217 Metern in Saint-Martin-la-Patrouille und 500 Metern in Saint-Martin-de-Salencey.

## Gemeinden
Der Kanton bestand aus elf Gemeinden:
| Gemeinde                   | Einwohner Jahr | Fläche km² | Bevölkerungsdichte | Code INSEE | Postleitzahl |
| -------------------------- | -------------- | ---------- | ------------------ | ---------- | ------------ |
| Ballore                    | 85 (2013)      | –          | – Einw./km²        | 71017      | 71220        |
| Chevagny-sur-Guye          | 77 (2013)      | –          | – Einw./km²        | 71127      | 71220        |
| Collonge-en-Charollais     | 144 (2013)     | –          | – Einw./km²        | 71139      | 71460        |
| La Guiche                  | 610 (2013)     | –          | – Einw./km²        | 71231      | 71220        |
| Joncy                      | 535 (2013)     | –          | – Einw./km²        | 71242      | 71460        |
| Marizy                     | 451 (2013)     | –          | – Einw./km²        | 71279      | 71220        |
| Pouilloux                  | 1.005 (2013)   | –          | – Einw./km²        | 71356      | 71230        |
| Le Rousset                 | 250 (2013)     | –          | – Einw./km²        | 71375      | 71220        |
| Saint-Marcelin-de-Cray     | 185 (2013)     | –          | – Einw./km²        | 71446      | 71460        |
| Saint-Martin-de-Salencey   | 111 (2013)     | –          | – Einw./km²        | 71452      | 71220        |
| Saint-Martin-la-Patrouille | 63 (2013)      | –          | – Einw./km²        | 71458      | 71460        |

## Bevölkerungsentwicklung
| 1962 | 1968 | 1975 | 1982 | 1990 | 1999 | 2007 |
| ---- | ---- | ---- | ---- | ---- | ---- | ---- |
| 3484 | 3754 | 3425 | 3158 | 3180 | 3180 | 3394 |